# Ter Lindenkapel
De kapel Onze-Lieve-Vrouw of Ter Lindenkapel is gelegen in Heikruis, een deelgemeente van Pepingen. De kapel is gebouwd op een driesprong van de gekasseide wegen Bosstraat en Terlindenstraat en ligt zo’n 900 meter ten noordoosten van het kasteeldomein Ter Rijst. De naam Terlinden verwijst naar de aanwezigheid van enkele linden, een boomsoort waaraan doorheen de eeuwen beschermende eigenschappen werden toegekend.

## Historiek
De oorsprong van de kapel zou volgens sommige bronnen teruggaan tot de 11e eeuw en andere bronnen situeren de oprichting ervan in 1626 wanneer de heer van het nabijgelegen kasteel Ter Rijst er een privékapel liet bouwen. De huidige kapel met torenportaal werd in de jaren na 1691 heropgebouwd door Jean-Herman Voëller. In het midden van de 19e eeuw werd ze gerestaureerd in neogotische stijl. In 1871 werd het gebouwtje na stormschade hersteld en wellicht dateert de gevelcementering uit deze periode. De Ter Lindenkapel met inbegrip van de linden en de aansluitende kasseibestrating is sinds 30 april 2004 beschermd als monument omwille van haar historische waarde.

## Architectuur
De achthoekige kapel is bekroond met een piramidaal dak van leien en is voorafgegaan door een rechthoekig portaal met slanke dakruiter. Het betreft een bakstenen constructie, afgewerkt met een cementlaag. De enige verlichting bestaat uit twee rondboogvensters voorzien van een geprofileerde druiplijst. Een getraliede houten deur in korfboogomlijsting verleent toegang tot het interieur. Binnen ligt een decoratieve cementtegelvloer en zijn de wanden bepleisterd. In het midden van de 19e eeuw werd de kapel heringericht met onder meer een houten pseudokruisribgewelf met druiper. Ook het opgehoogd neogotisch altaar dat is verguld dateert uit deze periode. Een beeld van Onze-Lieve-Vrouw prijkt aan de top van het altaar. Aan weerszijden van het altaar staan houten staanders waarop de namen van Sint-Adriaan en Sint-Maarten geschilderd zijn. Aan de muur hangen een twaalftal obiits, versierd met de wapenschilden van de families Huysman, Nieulant en Jolly. De beelden uit 15e en 16e eeuw, evenals het Onze-Lieve-Vrouwbeeld werden in 1965 ontvreemd.
De Ter Lindenkapel is omgeven door een tiental kleinbladige linden (Tilia cordata) en het geheel bevindt zich op een heuvel. De diameter van de bomen varieert van 1,23 tot 1,99 meter. De grootste bom is 25,5 meter hoog. Het gebouwtje fungeert met haar markante silhouet en karakteristieke inplanting ter hoogte van een driesprong als een belangrijk herkennings- en referentiepunt voor de ruime omgeving.

## Traditie
Zolang E. H. Hermans pastoor was in Heikruis (1977-1992) vond hier jaarlijks op 15 augustus een processie plaats vertrekkende van de kerk, langs de Kouterstraat naar de kapel van Terlinden en terug langs de Neerstraat.